# Jan Karel Pálffy z Erdődu
Jan Karel hrabě Pálffy z Erdődu (německy Johann Karl Pálffy de Erdőd, maďarsky  Erdődy Pálffy János Karoly, 7. června 1797, Červený Kameň – 14. prosince 1870, Bratislava) byl uherský šlechtic z mladší větve hlavní Mikulášovské linie významného uherského rodu Pálffyů z Erdődu.

## Život
Jan Karel se narodil jako syn hraběte Rudolfa Karla, zakladatele mladší linie a jeho menželky hraběnky Marie Antonie, rozené Krakovské z Kolovrat. Měl bratry Aloise a Fidela.
Jan Karel působil v císařské armádě, byl velitelem 5. pluku husarů König von Sardinien a v době maďarského povstání v roce 1848 měl již hodnost polního podmaršálka. V tomto období zastával také funkci druhého viceprezidenta v Panské sněmovně, byl členem Kossuthova zemského výboru, jako místopředseda komory podepsal prohlášení Maďarského sněmu ze dne 10. října Říšskému sněmu ve Vídni. Zároveň byl vděčný Moritz Perczelovi a jeho armádnímu sboru za vítězství u Ozory, po rozhodnutí použít maďarskou armádu proti generálu Jelačićovi.

### Manželství a rodina
Dne 4. září 1830 se Jan Karel v Časté oženil s Amálií hraběnkou Erdődyovou. Z tohoto manželství se narodlil čtyři synové, Géza (Viktor), Emil, Andreas (Ondřej) a Julius. Všichni čtyři synové sloužili rovněž v císařské armádě.
Nejstarší z nich se 17. ledna 1859 oženil s Giselou hraběnkou Erdődyovou. Třetí syn Andreas dosáhl hodnosti generála jezdectva a zastával vysoké funkce u dvora.